# فرانك وليامز (لاعب كريكت)

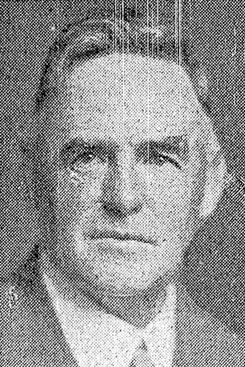
صورة لفرانك وليامز.

فرانك وليامز (1876 بباث في المملكة المتحدة - 17 يوليو 1946 في نيوزيلندا) (بالإنجليزية: Frank Williams) هو لاعب كريكت نيوزلندي.

## وصلات خارجية
- فرانك وليامز على موقع إي آس بي آن كريك إنفو (الإنجليزية)